# Anna Asti
Anna Asti (in russo Анна Асти?), pseudonimo di Anna Anatol'evna Dzjuba (in russo Анна Анатольевна Дзюба?; in ucraino Анна Анатоліївна Дзюба?, Anna Anatoliïvna Dzjuba; Čerkasy, 24 giugno 1990), è una cantante ucraina naturalizzata russa, ex membro del duo musicale Artik & Asti.

## Biografia
Dzjuba è entrata a far parte del duo di successo Artik & Asti nel 2010, con cui ha pubblicato cinque dischi e ha vinto diversi riconoscimenti, tra cui due premi Viktorija. Nel novembre 2021, dopo circa dieci anni di attività, viene annunciato il suo abbandono dalla formazione per concentrarsi sulla propria carriera da solista.
Dopo aver adottato lo pseudonimo di Anna Asti, Dzjuba è stata contrattata dalla Universal Music Russia e ha lanciato la propria attività come solista col singolo Feniks, che ha sancito il suo primo ingresso nella Russia Songs di Billboard, garantendole anche una nomination nell'ambito del Premija RU.TV. Il brano, assieme a Chobbi (in collaborazione con Kirkorov) e Po baram, hanno anticipato l'uscita dell'album in studio d'esordio, intitolato Feniks; l'LP, accolto positivamente in una recensione da parte del critico musicale Aleksej Mažaev su InterMedia, ha fatto l'entrata nella Albumų Top 100 lituana, è stato promosso da una tournée su scala nazionale ed è risultato l'album più popolare dell'intero anno su VK Muzyka. Ciò ha reso Anna Asti la donna più ascoltata sul medesimo servizio musicale nello stesso arco di tempo. La popolarità riscontrata dal disco le ha permesso di trionfare in due categorie sia nell'ambito dell'equivalente russo dei Grammy Award che ai Novoe Radio Awards, in cinque ai Žara Music Awards e in quattro al Premija RU.TV.
Nonostante la tournée in corso a supporto del primo LP, Anna Asti ha continuato a pubblicare materiale musicale inedito, aprendo anche l'etichetta discografica di propria proprietà Fenix Music nella seconda metà del 2023. Sotto l'etichetta è uscito il secondo disco Carica, promosso dagli estratti Noč'ju na kuchne, Verju v tebja e il singolo omonimo, quest'ultimo riconosciuto col premio Viktorija alla cantante femminile dell'anno e divenuto uno dei principali successi radiofonici degli anni venti nella Federazione Russa. L'album ha registrato sin dalla sua uscita risultati favorevoli nelle principali piattaforme di musica digitale disponibili sul territorio russo e limitrofo. Nel mese di ottobre è avvenuta la pubblicazione del documentario Anna Asti: Put' Feniksa, che ripercorre la fase di produzione dell'album precedente e la sua vita personale. È risultata anche l'interprete femminile più riprodotta per un secondo anno consecutivo su Yandex Music.
Ad aprile ha ripreso il tour Feniks, per un periodo interrotto a causa di un intervento subito tre mesi prima, che l'ha tenuta occupata con concerti nelle principali città russe ed ex-sovietiche fino alla seconda parte del 2024. È stata l'artista con il maggior numero di candidature ricevute (7) e riconoscimenti vinti (3) ai premi annuali organizzati da Muz-TV. Nell'ottobre 2024 è stato reso disponibile per il consumo Topit, il primo singolo della cantante a raggiungere il podio della graduatoria nazionale.

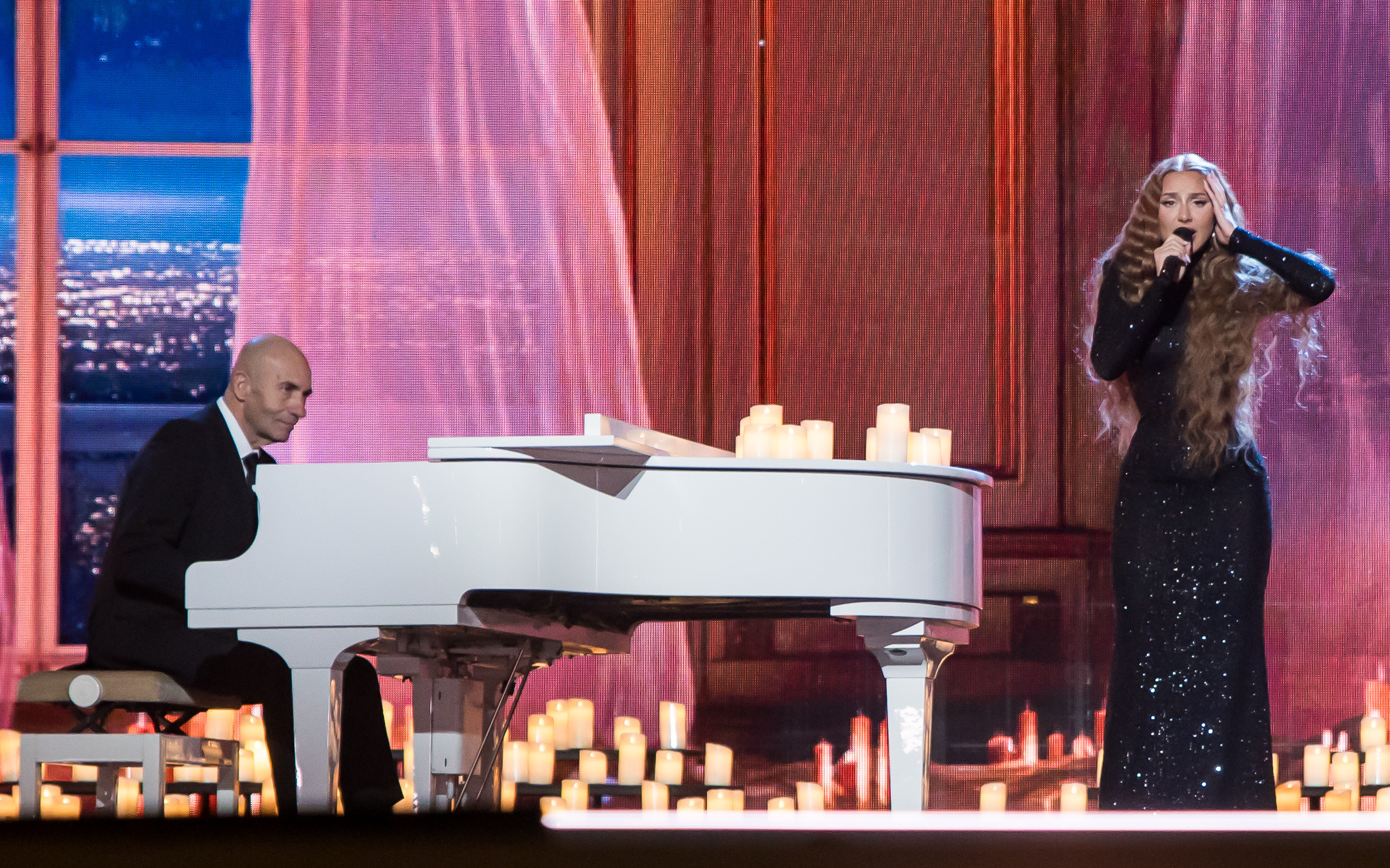
Anna Asti mentre si esibisce assieme a Igor' Krutoj sulle note di Ja choču byt'... ai premi Viktorija, 1º marzo 2025

Nel febbraio 2025 è stata riavviata la tournée Feniks, mentre a marzo le è stato assegnato un quarto premio Viktorija, titolo vinto sulla base del successo radiofonico registrato nel corso dell'anno antecedente.
Un paio di mesi più tardi sono stati diffusi Vysšie sily e Groza, entrambi tratti dal terzo LP di inediti Vysšie sily, la cui pubblicazione è avvenuta il 30 maggio seguente; concepito da lei stessa come un progetto «maturo» dove secondo la critica mostra la propria «autenticità» e uno cambio di stile, ha anch'esso replicato gli esiti favorevoli dei dischi precedenti, piazzando cinque tracce su nove nella Top Internet Hits Russia Weekly Chart simultaneamente e rendendo Anna Asti l'artista donna più popolare della Federazione Russa nel mese di giugno. Sono state inoltre avviate le riprese del documentario Anna Asti. Carica, curate dalla regista Darina Umnova, distribuito infine il 19 giugno seguente.

## Vita privata
Dzjuba è stata riconosciuta come cittadina russa a partire da febbraio 2023. Nel dicembre seguente è finita sotto indagine per essere stata una degli invitati ad una festa «semi-nuda» organizzata dalla connazionale Nastja Ivleeva a Mosca; l'accaduto, condannato dal Cremlino con l'accusa di aver violato i principi fondanti dello Stato, ha portato alla riprogrammazione e alla cancellazione di una serie di eventi imminenti che avrebbero coinvolto l'artista.

## Discografia

### Da solista
- 2022 – Feniks
- 2023 – Carica
- 2025 – Vysšie sily

### Artik & Asti

#### Album in studio
- 2013 – #RajOdinNaDvoich
- 2015 – Zdes' i sejčas
- 2017 – Homer 1
- 2021 – Millenium X

#### Album dal vivo
- 2018 – Live v A2 Green Concert

## Tournée
- 2022/25 – Feniks Tour
- 2025 – Carica

## Riconoscimenti
- Premija glavnye lica
  - 2025 – Cantante femminile[44]

- Premija Muz-TV
  - 2024 – Miglior artista femminile[26]
  - 2024 – Miglior album per Carica[26]
  - 2024 – Miglior canzone per Carica[26]
  - 2024 – Candidatura al Miglior video per Carica[27]
  - 2024 – Candidatura al Miglior video dance per Carica[27]
  - 2024 – Candidatura al Miglior lyric video per Verju v tebja[27]
  - 2024 – Candidatura al Miglior concerto[27]
  - 2025 – Candidatura alla Miglior artista femminile[45]
  - 2025 – Candidatura al Miglior concerto da solista per Simfonija feniksa[45]

- Premija RU.TV
  - 2022 – Candidatura al Miglior debutto[8]
  - 2023 – Miglior canzone per Po baram[18]
  - 2023 – Miglior artista femminile[18]
  - 2023 – Svolta dell'anno[18]
  - 2023 – Miglior tournée per Feniks[18]
  - 2024 – Candidatura alla Miglior canzone per Carica[46]
  - 2024 – Candidatura al Miglior video per Carica[46]
  - 2024 – Candidatura alla Miglior artista femminile[46]
  - 2024 – Candidatura al Miglior concerto da solista per Feniks[46]
  - 2025 – Candidatura alla Miglior artista femminile[47]
  - 2025 – Candidatura al Miglior concerto dal vivo per Simfonija feniksa[47]

- Rossijskaja nacional'naja muzykal'naja premija Viktorija
  - 2022 – Cantante femminile dell'anno per Po baram[15]
  - 2022 – Video musicale dell'anno per Chobbi[15]
  - 2022 – Candidatura alla Canzone dell'anno per Po baram[48]
  - 2023 – Cantante femminile dell'anno per Carica[20]
  - 2023 – Candidatura alla Canzone dell'anno per Carica[49]
  - 2024 – Artista femminile radiofonica[31]

- Žara Media Awards
  - 2024 – Hitmaker dell'anno[50]

- Žara Music Awards
  - 2023 – Miglior artista[17]
  - 2023 – Miglior artista femminile[17]
  - 2023 – Miglior collaborazione per Chobbi[17]
  - 2023 – Miglior album per Feniks[17]
  - 2023 – Miglior video per Po baram[17]
  - 2024 – Artista dell'anno[51]
  - 2025 – Artista femminile dell'anno[52]

- Zolotoj grammofon
  - 2023 – Carica[53]